# Fernando Cordero
Fernando Patricio Cordero Fonseca (Santiago del Cile, 26 agosto 1987) è un calciatore cileno, difensore svincolato.